# Gaetano Salvemini
Gaetano Salvemini (Molfetta, 8 de septiembre de 1873 - Sorrento, 6 de septiembre de 1957), fue un historiador, escritor y político italiano antifascista.
Estudia literatura en Florencia. Después, enseña historia en Mesina, Pisa y Florencia. En cuanto a política, desde joven se adhiere al Partido Socialista Italiano, siendo diputado de 1919 a 1921. Con el ascenso al poder del fascismo, Salvemini es arrestado en 1925 por su oposición al régimen de Mussolini. Tras el arresto deja Italia, marchándose a Francia, Inglaterra y finalmente Estados Unidos. En 1926 ya había sido desposeído de la nacionalidad italiana. Desde 1934 a 1948 trabaja en la Universidad de Harvard, obteniendo en 1940 la ciudadanía estadounidense. En 1949 vuelve a Italia, para morir ocho años después, con 83 años.
Ha escrito numerosos tratados históricos, tanto de historia contemporánea como medieval. Junto con George La Piana, en 1943 publicó What to do with Italy —volumen dedicado al también exiliado Arturo Toscanini—, donde se recogían propuestas para reconstruir el país tras la inminente caída del fascismo.